# Léda et le Cygne (Le Corrège)
Pour les articles homonymes, voir Léda et le Cygne.
Léda et le Cygne – en italien Leda e il cigno – est un tableau réalisé par le peintre italien Le Corrège vers 1532. Cette huile sur toile est une peinture mythologique qui représente la séduction de Léda par Jupiter métamorphosé en cygne, leur accouplement au centre de la composition s'accompagnant d'une scène à droite qui peut tout aussi bien montrer une suivante approchée par un autre oiseau que la rencontre préalable des protagonistes eux-mêmes. Partie d'une série consacrée aux amours jupitériennes peinte pour Frédéric II de Mantoue, l'œuvre est passée dans les collections de plusieurs monarques européens. Elle est aujourd'hui conservée à la Gemäldegalerie, à Berlin, en Allemagne.